# Cratere Koga
Koga  è un cratere sulla superficie di Marte.